# For the World
A For The World a dél-koreai Big Bang együttes Japánban megjelent angol nyelvű középlemeze, melyet 2008. január 4-én adott ki a YG Entertainment. A lemez 10. helyet ért el az Oricon slágerlistáján.

## Számlista
|    | Cím                                                                                   | Dalszöveg       | Zene                               | Arrangement                  | Hossz |
| -- | ------------------------------------------------------------------------------------- | --------------- | ---------------------------------- | ---------------------------- | ----- |
| 1. | V.I.P (Intro) (angol verzió)                                                          | Big Bang        | G-Dragon, Kim Dohjon (Kim Do Hyun) | Kim Dohjon (Kim Do Hyun)     | 0:40  |
| 2. | Big Bang (angol verzió)                                                               | Perry, G-Dragon | Perry                              | Perry                        | 3:25  |
| 3. | How Gee (angol verzió)                                                                | Big Bang, Perry | Big Bang, Perry                    | Brave Brothers               | 3:15  |
| 4. | Lies (거짓말; Kodzsimmal (Geojitmal), angol verzió)                                   | Perry, G-Dragon | G-Dragon                           | Brave Brothers               | 3:48  |
| 5. | So Beautiful (없는 번호 Omnun ponho (Omneun beonho); Wrong Number, angol verzió)      | Perry, Big Bang | Perry, Brave Brothers              | Brave Brothers               | 3:39  |
| 6. | La La La (angol verzió)                                                               | Perry, Big Bang | Perry                              | Perry                        | 3:00  |
| 7. | Together Forever (눈물뿐인 바보; Nunmulppunin pabo (Nunmulppunin Babo), angol verzió) | Perry, Big Bang | Cson Szungu (Jeon Seung Woo)       | Cson Szungu (Jeon Seung Woo) | 4:02  |
| 8. | Always (angol verzió)                                                                 | Perry, Big Bang | Teddy Park, Perry                  | Perry                        | 3:53  |